# Alfons Zeller

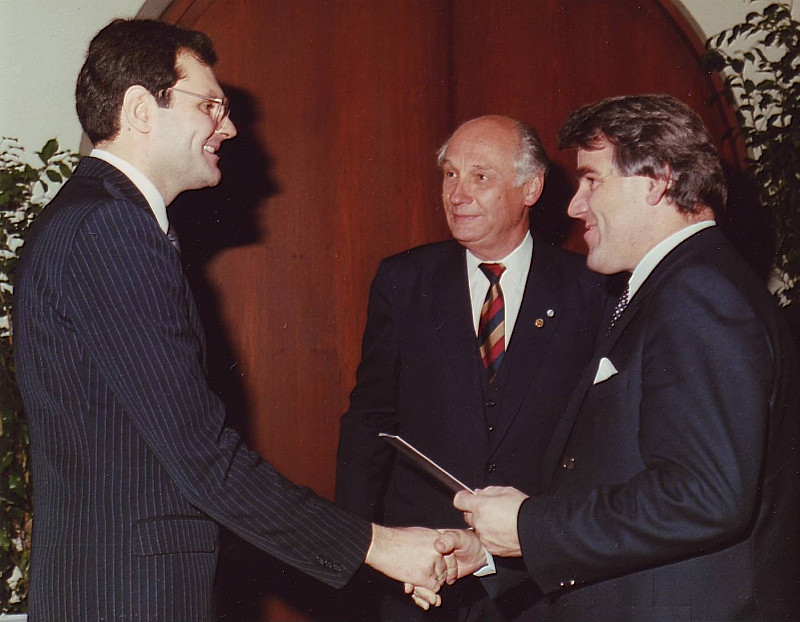
Alfons Zeller (rechts) überreicht in seiner Funktion als Staatssekretär 1988 den Preis der FAG-Kugelfischer-Stiftung im Beisein von Georg Schäfer, Vorsitzender des Stiftungsrates, an Thomas Siepmann (links).

Alfons Zeller (* 19. April 1945 in Häuser (Nr. 4) in der Gemeinde Burgberg) ist ein deutscher Bankkaufmann und Politiker (CSU) in Bayerisch-Schwaben. Er war von 1978 bis 2008 Abgeordneter im Bayerischen Landtag.

## Leben und Beruf
Der im Allgäu im Dorf Häuser geborene Alfons Zeller, Sohn von Kreszentia Zeller, geborene Hefele, und des Landwirts Josef Zeller, besuchte nach der Volksschule in Burgberg neben der Mitarbeit und 1959 beginnenden Ausbildung im elterlichen Landwirtschaftsbetrieb die landwirtschaftliche Berufsschule in Immenstadt, die er 1962 mit Auszeichnung abschloss. Von 1962 bis 1965 absolvierte er eine Lehre als Bankkaufmann bei der Raiffeisen-Zentralbank in Kempten und war anschließend bis 1968 Bankangestellter in einer Lehrfirma. 1968 bis 1978 war er Leiter der Filiale Burgberg der Raiffeisenbank Oberstdorf-Sonthofen. Ab 1971 besuchte er nebenbei in Abend- und Wochenendvorlesungen die Verwaltungs- und Wirtschaftsakademie in Kempten, dort erlangte er 1974 den Diplom-Abschluss Betriebswirt (VWA).

## Politik

### Partei
Alfons Zeller trat 1968 in die CSU ein. Von 1970 bis 1980 amtierte er als Kreisvorsitzender der Jungen Union Oberallgäu. Von 1980 bis 1989 zunächst Kreisvorsitzender der CSU im Oberallgäu, ist er seit 1989 ihr Bezirksvorsitzender in Schwaben. Seit 1989 ist er Mitglied des Landesvorstandes, seit 1999 Präsidiumsmitglied der Partei.

### Kommunalpolitik
Zeller war von 1972 bis 1996 Gemeinderat, von 1972 bis 1987 Dritter bzw. stellvertretender Bürgermeister seiner Heimatgemeinde Burgberg im Oberallgäu. Seit 1978 ist er Mitglied im Oberallgäuer Kreistag.

### Landespolitik
Er wurde am 28. Oktober 1978 Mitglied des Landtages und gehörte diesem ununterbrochen bis zum September 2008 an. Gewählt wurde er für den damaligen Stimmkreis Sonthofen, seit 2003 Wahlkreis Schwaben. Von 1978 bis 1986 war er Mitglied im Landtagsausschuss „Wirtschaft und Verkehr“, in den Jahren 1986/87 im Finanzausschuss.
Von 1987 bis 1993 war Zeller Staatssekretär im Bayerischen Staatsministerium für Wirtschaft und Verkehr, von 1993 bis 1998 ebenfalls Staatssekretär im Finanzministerium des Freistaates. Er war Mitglied sowie stellvertretender Arbeitskreisvorsitzender im Landtagsausschuss für Bundes- und Europaangelegenheiten, dessen Vorsitz er von 1998 bis 2003 innehatte.
Zur Landtagswahl 2008 stand er nicht mehr zur Wahl.

### Bundespolitik
Von 1994 bis 1999 gehörte Zeller der zehnten und von 2004 bis 2009 der zwölften Bundesversammlung an.

## Sonstige Ämter, Auszeichnungen und Privates
Der Bankkaufmann, Diplom-Betriebswirt und Politiker Zeller ist unter anderem seit 1996 Vorsitzender des „Tourismusverbandes Allgäu – Bayerisch Schwaben“, Aufsichtsrat der „Bayerischen Tourismus-Marketing GmbH“, sowie seit 1992 Präsident der „Bayerischen Arbeitsgemeinschaft für Bergbauernfragen“. Er ist des Weiteren Verwaltungsrat des „Sozialen Wirtschaftswerks Oberallgäu“ (eine Wohnungsbaugesellschaft) und Vorsitzender der „Kulturbrücke Schwaben e. V.“. Ferner ist er 1. Vorsitzender der „Kulturgemeinschaft Oberallgäu“.
Er wurde bereits geehrt mit dem Bundesverdienstkreuz am Bande, dem Bayerischen Verdienstorden und der Bayerischen Verfassungsmedaille in Gold.
Zeller ist römisch-katholisch, seit 1976 verheiratet und hat drei Töchter. Seine Tochter Eva Weber war seit 2014 die 2. Bürgermeisterin der Stadt Augsburg, 2020 wurde sie zur Oberbürgermeisterin der Stadt Augsburg gewählt.